# Rocco Benetton
Rocco Benetton (ur. 29 września 1969 roku w Treviso w Wenecji Euganejskiej) – włoski przedsiębiorca.

## Życiorys
Rocco Benetton po ukończeniu szkoły we Włoszech studiował inżynierię, jednak po ukończeniu studiów zdecydował się pójść w świat wielkich finansów i dołączył do nowojorskiej prywatnej firmy bankowej Oppenheimer & Co.
Po kilku latach nauki biznesu przeniósł się do małej firmy inwestycyjnej Alpha Investment Management w Nowym Jorku w Park Avenue. Firma miała obrót ponad 1 000 000 000 dolarów w aktywach i 300 000 w venture capital. Benetton rozpoczął pracę jako konsultant, wkrótce dołączył do firmy jako partner i ostatecznie stał się dyrektorem zarządzającym.
We wrześniu 1997 roku powrócił do Europy aby zastąpić Flavio Briatore, ówczesnego dyrektora generalnego w Benetton Formula, zespołu Formuły 1. Benetton rozpoczął pracę jako dyrektor handlowy dla dyrektora wykonawczego, Davida Richardsa. Richards starał się przekonać rodzinę Benetton, że muszą sprzedać część udziałów zespołu firmie Ford Motor Company, aby uzyskać dostawy silników fabrycznych. Po tym gdy rodzina nie zgodziła się Richards odszedł w październiku 1998 roku, a Rocco Benetton został mianowany dyrektorem generalnym, najmłodszym w Formule 1 w tym czasie. Po sprzedaży zespołu na początku 2000 roku firmie Renault Benetton zakończył pracę.
Rocco Benetton stworzył ZeroRh +, markę okularów i odzieży sportowej. Po wykupieniu 4% akcji Banca del Gottardo Italia stał się akcjonariuszem i został wybrany do rady dyrektorów.
W maju 2008 roku bank został w całości przejęty przez Bank Generali.